# 新別府病院
新別府病院（しんべっぷびょういん）は、大分県別府市大字鶴見にある国家公務員共済組合連合会の医療機関である。大分県別府市に本院を置くほか、大分市の大分合同庁舎内に大分診療所を開設している。

## 診療科
- 内科
- 脳神経内科
- 呼吸器内科
- 消化器内科
- 循環器内科
- 外科
- 肛門外科
- 整形外科
- リウマチ科
- 脳神経外科
- 呼吸器外科（休診中）
- 心臓血管外科
- 泌尿器科
- 眼科
- リハビリテーション科
- 放射線科
- 麻酔科
- 救急科

## 指定・認定
- 救命救急センター
- 災害拠点病院
- 臨床研修病院
- 地域医療支援病院
- へき地医療拠点病院

## 沿革
- 1955年（昭和30年）12月 - 新別府病院開設。結核専用病床を200床を有していた。
- 1969年（昭和44年）4月 - 大分県大分市に大分合同庁舎診療所開設。
- 1980年（昭和55年）4月 - 結核病床を廃止し、204床を一般病床に変更。
- 1998年（平成10年）4月 - 診療棟を増改修し、5病棟新設。新管理棟完成。一般病床数が254床となる。
- 2002年（平成14年）6月 - 診療棟、健康医学センター増築工事等終了。一般病床数が269床となる。

## 交通アクセス
- JR九州日豊本線別府駅西口下車、亀の井バス鉄輪方面行（2・5番系統等）で約15分、原（新別府病院前）下車。